# 格洛克46手槍
格洛克46（Glock 46）是一款由奧地利槍械製造商格洛克公司所研製、生產並且推出的緊湊型半自動手槍，是格洛克手槍的槍管偏轉後膛閉鎖系統型版本。發射9×19毫米魯格口徑手枪子彈，標凖彈匣為15、17發。

## 歷史
2017年，首度向德國媒體宣布格洛克46手槍。這款手槍就在乌尔姆的德國證明研究所成功通過測試，並且於2018年12月獲得認證。2019年初，它獲德國聯邦州份萨克森-安哈尔特的警察部隊正式採用，藉以取代他倆已服役30年、老舊的SIG P225（P6）手槍。據報導，這份合同價值€860萬（$980萬）；2019年首批交付2,500把手槍，預計將於2021年完成超過8,500把手槍的交付。
儘管存在著明顯的外部相似性，格洛克46卻與格洛克17及其所有衍生型完全不同，需要獨立地分類。該根據德國警察部隊的技術要求專門設計，尚未在歐洲或美國市場以上進行商業銷售。這個新系統至少暫時只有一種尺寸與一種口徑，即9×19毫米。

## 設計細節
格洛克46在推出時已經是以第五代版本之姿出現，零件為第五代水平，但與第五代版本不同的是並沒有在滑套上型號位置加上「Gen5」。最新型亦很像格洛克FS型手槍那樣在滑套前方兩側頂部都如後方兩側那樣加工出鋸齒狀防滑狀，讓使用者在檢查膛室時能握著滑套前部拉開滑套；同時將槍管以上的凸耳由一對增為兩對以提高耐用性。 
根據德國警察技術規格（TR，意為：9×19毫米口徑手槍的技術規格指引；最新修訂版：2008年1月），獲得德國警用任務型手槍認證的手槍的首發扳機扣力需要大於或等於30牛顿（6.74磅力），而扳機行程大於或等於10毫米（0.39英寸）。而格洛克46的扳機扣力為大約35牛頓（7.9磅力），而扳機行程為11毫米（0.43英寸），符合技術規格要求。
它是一款以短行程後座、後膛閉鎖操作的手槍。與所有其他以前的格洛克型號不同在於，它採用了槍管偏轉式閉鎖（大致類似於較為舊式的奧地利手槍，比如羅斯-斯泰爾M1907半自動手槍或M1912），而其他格洛克手槍則是傾斜槍管式閉鎖。在IWA-2019展會以上，根據格洛克公司的代表所述，與“經典”型格洛克手槍相比，該系統的選擇是為了確保槍管內徑軸心較低和後座週期更為平滑。另一個主要區別在於扳機組件的設計。雖然基本的扳機操作與其他格洛克手槍相同，而且採用同樣的預待擊式撞針和扳機保險裝置，但撞針系統卻是完全重新設計。更重要的是，它具有全新的分解程序，出於安全原因，操作者根本不需要按觸扳機。
要拆卸並未上彈的格洛克46，操作者必須利用滑套卡榫，手動將套筒鎖定在開放位置。當套筒鎖定以後，則必須旋轉位於套筒後端的“特殊開關”。該開關可使得撞針從擊發阻鐵脫離，並且可讓套筒（連同槍管和復進彈簧）謹慎地向前方釋放，直到它可從底把導軌以至整把手槍以上拉出來。在釋放套筒時，使用者必須按下底把左側、滑套卡榫後方的小型杠杆（該槓桿以前曾被錯誤地識別為手動保險）。 因此，格洛克46的套筒和底把與尺寸和口徑類似的其他格洛克手槍並不兼容。格洛克46的底把還具有比格洛克17更明顯的加大型海狸尾、可拆卸式握把背帶和加寬、可用以加快重新裝填的彈匣插槽。

## 資料來源
1. ↑  €860萬（$980萬）／8,500把
2. ↑  . Recoil. 2017-09-24  [2018-09-24]. （原始内容存档于2018-06-12） （美国英语）.
3. ↑  Nataly Kemmelmeier. . www.dwj.de. 2017-09-18  [2018-01-05]. |periodical=和|work=只需其一 (帮助)
 （页面存档备份，存于） .   [2019-04-29]. 原始内容存档于2020-11-11.
4. ↑  Dave Merrill. . www.recoilweb.com. 2017-09-24  [2018-01-05] （英语）.
 （页面存档备份，存于） .   [2019-04-29]. 原始内容存档于2018-06-12.
5. 1 2  . Recoil. 2019-02-01  [2019-04-29]. （原始内容存档于2020-12-02） （美国英语）.
6. ↑  Technische Richtlinie Pistolen im Kaliber 9mm x 19, Revision January 2008 （德文） （页面存档备份，存于）
7. 1 2  . Recoil.   [2019-04-29]. （原始内容存档于2021-05-07） （美国英语）.

## 外部連結
- （英文）—The Firearm Blog.com—Glock 46 Archives （页面存档备份，存于）
- （英文）—The Truth About Guns.com—Leaked Info on New Rotating Barrel GLOCK 46 （页面存档备份，存于）
- （英文）—Tactical-Life.com—Glock 46: Solicited Pistol Is Real and It Has a Rotating Barrel （页面存档备份，存于）
- （简体中文）—格洛克46手枪更多照片曝光 德国警方装备的首款格洛克型号|机械|格洛克|手枪_新浪网
- （简体中文）—D Boy Gun World（GLOCK 46） （页面存档备份，存于）
- （繁體中文）—全球手枪代表发布重大结构变革版本：格洛克46_凤凰网军事 （页面存档备份，存于）